# Памятная Французская медаль
Памятная Французская медаль (фр. Médaille commémorative française) — военная награда, знак отличия французских военных и гражданских лиц, участвовавших в миссиях за пределами национальной территории Франции начиная с 1 марта 1991 года. Была учреждена по инициативе министра обороны Франсуа Леотара.
В частности, награду могут получить:
- «силы присутствия», то есть военный персонал Франции, постоянно дислоцированный на территории (или в морских зонах) другого государства в соответствии с заключённым между ними соглашением;
- военным и гражданским иностранный персонал, служивший под французским командованием и при условии одобрения со стороны своего правительства.

## Описание награды
Медаль круглая, диаметром 30 мм, на аверсе символичное изображение республики, а на реверсе — надпись «Médaille commémorative française» («Французская памятная медаль»).
На ленте четыре красные полосы, чередующиеся с тремя синими (каждая шириной 5 мм). По боковому краю ленты зелёной кайма.
К награде прилагалось тринадцать планок, в зависимости от места дислокации награждённого:
- Бывшая Югославия (учреждена в 1995) с 1 марта 1991[2];
- Гаити (1997) с 23 сентября 1993[3][4];
- Албания (1997) с 12 апреля 1997 по 22 июнь 2001[5];
- Восточный Тимор (2000) с 16 сентября 1999 по 14 января 2001[6];
- Афганистан (2001) с 10 октября 2001 по 1 апреля 2021[7][8];
- Юго-Восточная Азия (2005) с 27 декабря 2004[9];
- Грузия (2011) с 1 сентября 2008[10];
- Ливия (2011) с 18 марта 2011[11];
- Иордания (2013) с 6 августа 2012[12];
- Гвинея (2015) с 26 ноября 2014[13];
- Ормуз (2021) с 25 февраля 2020[14];
- Апаган[фр.] (2023) с 15 по 27 августа 2021[15];
- Сагитэ[фр.] (2023) с 18 апреля по 26 апреля 2023[16].